# German Tarassov
German Fiodorovitch Tarassov (en russe : Герман Фёдорович Тарасов), né le 29 mars 1906 dans l'Empire russe et mort le 19 octobre 1944, est un militaire soviétique.

## Biographie
En 1923, il étudie la construction de chemin de fer à Tioumen. En août 1925, il rejoint l'Armée rouge. Il devient officier en septembre 1927 à Sverdlovsk. En mars 1932, il commande une compagnie dans le 29e régiment de fusiliers à Magnitogorsk. Au début de la Seconde Guerre mondiale, il commande la 249e division de fusiliers formée à Zagorsk. En octobre, sa division combat vers Ostachkov sur le front de Kalinine puis prend part à la bataille de Moscou. En 1942, il participe à la poche de Demiansk. En avril 1942, il commande un groupe d'armée au sein de la 39e armée. En 1943, il participe à la bataille de Smolensk. En 1943, il commande la 53e armée. Il participe à la bataille de Tcherkassy et à la bataille de Debrecen,. 
Il trouve la mort dans des combats à la périphérie de Kisújszállás le 19 octobre 1944. Il est enterré à Kotovsk, dans l'oblast d'Odessa.

## Décorations
- Ordre de Lénine
- Ordre de l'étoile rouge